# Ayase Ueda
Ayase Ueda (født 28. august 1998) er en japansk fodboldspiller. Han er spiller på Japans fodboldlandshold.

## Landsholdskarriere
Den 17. juni 2019 fik han debut på det japanske landshold, i en kamp mod Chile. Han har spillet 6 landskampe for Japan.